# Who's Laughing Now
Who's Laughing Now — дебютний студійний альбом американського гурту L.A.P.D., виданий лейблом Triple X Records 3 травня 1991 р. Пісні з цієї платівки разом з треками з Love and Peace, Dude потрапили до компіляції L.A.P.D.

## Список пісень
| #   | Назва                    | Автор слів                       | Автор музики      | Тривалість |
| --- | ------------------------ | -------------------------------- | ----------------- | ---------- |
| 1.  | «P.M.S.»                 | Реджинальд Арвізу, Джеймс Шаффер | Арвізу            | 5:14       |
| 2.  | «Don't Label Me»         | Арвізу                           | Арвізу            | 5:06       |
| 3.  | «St. Ides»               | Арвізу, Девід Сільверія          | Silveria          | 4:35       |
| 4.  | «All My Life»            | Шаффер, Степт                    | Шаффер, Сільверія | 0:44       |
| 5.  | «Who's Got the Number»   | Шаффер, Сільверія                | Сільверія         | 2:31       |
| 6.  | «Excuse Me»              | Сільверія, Ґебріел, Голл         | L.A.P.D.          | 4:49       |
| 7.  | «Listen (Do What I Say)» | Річард Моррілл                   | Моррілл           | 3:29       |
| 8.  | «Doe Tee Beat»           | Арвізу                           | Арвізу, Сільверія | 0:16       |
| 9.  | «Slicky Slixter»         | L.A.P.D.                         | Шаффер            | 2:38       |
| 10. | «Place in France»        | L.A.P.D.                         | Арвізу            | 2:16       |
| 11. | «Number 7»               | Арвізу                           | Моррілл           | 1:08       |

## Учасники
- Річард Моррілла — вокал
- Джеймс Шаффер — гітара
- Ґарр — бас-гітара
- Девід Сільверія — барабани
- Вінс Сузукі — саксофон
- Валері Ганна — бек-вокал